# Vasile Tcaciuc
Vasile Tcaciuc, né dans les années 1900 en Roumanie et mort en 1935 à Iași, est un tueur en série roumain, qui tuait ses victimes avec une hache qu'il avait fabriquée dans ce but. Selon lui, sa principale motivation était le vol. Le 7 septembre 1935, alors que Vasile Tcaciuc est déjà emprisonné pour vol et cambriolage, la police retrouve six corps enterrés en dessous de son ancienne maison à Iași, prévenue par un nouveau propriétaire. Il confesse alors le meurtre de 26 personnes. Lors de la reconstitution de l'un de ses crimes, il tente de s'échapper et est abattu par un policier.